# 청나일강

나일강의 두 지류

청나일강(암하라어: ዓባይ, 아랍어: النيل الأزرق)은 에티오피아의 타나호에서 발원하는 나일강의 지류이자 지천이다. 수단의 하르툼에서 백나일강과 합류한다.

## 같이 보기
- 청나일 폭포